# Alle Jahre wieder saust der Presslufthammer nieder
Alle Jahre wieder saust der Presslufthammer nieder ist eine Bildserie des Schweizer Künstlers Jörg Müller aus dem Jahr 1973. Sie illustriert die scheinbar unaufhaltsame „Zubetonierung“ einer fiktiven Landschaft in Zeiten des starken Wirtschaftswachstums ab den 1950er-Jahren.

## Inhalte
Die sieben Bilder zeigen den immer gleichen Ausschnitt einer Landschaft im Wechsel der Jahreszeiten im Abstand von nur drei beziehungsweise vier Jahren. Die Kritik am Fortschrittsglauben ihrer Entstehungszeit, die in den Bildern nüchtern unpädagogisch zum Ausdruck kam, machten die Mappe, die 1974 den deutschen Jugendbuchpreis erhielt, zu einem Novum im Bereich Bilderbuch. Sie machte den Illustrator Müller auf Anhieb bekannt. 
Die sieben Bilder sind genau datiert: 1 – Mittwoch, 6. Mai 1953, 2 – Donnerstag, 16. August 1956, 3 – Freitag, 20. November 1959, 4 – Samstag, 19. Januar 1963, 5 – Sonntag, 17. April 1966, 6 – Montag, 14. Juli 1969 und 7 – Dienstag, 3. Oktober 1972.
Eine zweite Bildmappe Müllers, Hier fällt ein Haus, dort steht ein Kran und ewig droht der Baggerzahn (1976), zeigt den Wandel einer Stadt als unaufhaltsamen Baufortschritt in ähnlich detailgetreuen Abbildungen. 
Auch wenn in den Bildern einzelne Elemente aus der Schweiz zu erkennen sind, könnte auch die Entwicklung in einem anderen mitteleuropäischen Land dargestellt sein. Den Ortsnamen Güllen entnahm Müller dem Theaterstück Der Besuch der alten Dame von Friedrich Dürrenmatt. Stück und Bilderfolge haben laut Müller die gleiche Aussage: „Nämlich, dass man alles dem Profit opfert und eigentlich seine Seele dem Teufel verkauft.“ Das abgebildete Häuschen geht auf ein reales Haus in Bern-Bethlehem zurück, das innerhalb weniger Jahre einem grossen Häuserblock Platz gemacht hatte. Vor diesem Haus ist im fünften Bild eine Aargauer Fahne sichtbar, welche  keine eindeutige Lokalisierung zulässt.
Jörg Müller hatte die Idee zu Alle Jahre wieder saust der Presslufthammer nieder Ende der 1960er-Jahre. Eine Absicht des Autors war es, für die nachfolgenden Generationen, speziell für seine Tochter, das Verschwinden des vertrauten dörflichen Lebensumfelds festzuhalten. Die wichtigste Quelle der Darstellung war für Müller die Erinnerung an seine eigene Kindheit und Jugend in Küsnacht im Kanton Zürich.

## Interpretationen
2004 schrieb Stephan Steger zu den zwei Bildserien: "Durch ihren Detailreichtum und ihre Vielschichtigkeit erinnern die Darstellungen an Gemälde von Brueghel. Vor allem aber sind sie ein aussagekräftiges Zeitdokument der 1970er-Jahre sowie der beiden vorangegangenen Jahrzehnte. (...) Durch den weit verbreiteten Einsatz in Schulen haben die Bildermappen kommende Generationen für den Umgang mit baulichem Erbe und gewachsenen Lebenswelten sensibilisiert".
1976 komponierte Wolfgang Söring eine Musik zu Müllers Bildern. Ute Blaich und Gert Haucke schrieben Texte zu jedem einzelnen der grossformatigen Werke. Musik und Text bildeten Hörfolgen, die auf einer Schallplatte erschienen.

## Buchausgaben
- Alle Jahre wieder saust der Presslufthammer nieder oder Die Veränderung der Landschaft. Sauerländer, Aarau / Frankfurt am Main 1973; Neuausgaben: 2007, ISBN 978-3-7941-5177-6; Fischer Sauerländer, Frankfurt am Main 2016, ISBN 978-3-7373-5449-3. - Diverse Übersetzungen, z. B. Ronde annuelle des marteaux-piqueurs ou La mutilation d’un paysage. Sauerländer, 1973.
  - als Hörbuch: Alle Jahre wieder saust der Presslufthammer nieder oder die Veränderung der Landschaft: Hörfolge mit Musik, Text von Ute Blaich und Gert Haucke, Teldec 1976, DNB 1004832311; Phonogram, Hamburg 1981, DNB 820037974 (Schallplatte 33/min, Stereo; 30 cm, Philips 6449033 / Tonkassette, Nr. 7143033).
- Hier fällt ein Haus, dort steht ein Kran und ewig droht der Baggerzahn oder Die Veränderung der Stadt. Sauerländer, Aarau 1976 (8. A. 1995), ISBN 3-7941-1499-X. - Diverse Übersetzungen, z. B. The Changing City, Atheneum Publishers, 1977, ISBN 0-689-10782-X